# إدوارد جولي
إدوارد جولي (بالفرنسية: Édouard Joly)‏ هو مهندس فضاء جوي ومهندس فرنسي، ولد في 3 نوفمبر 1898 في Saint-Rémy, Côte-d'Or ‏ في فرنسا، وتوفي في 8 يوليو 1982 في بوون في فرنسا.